# Izumi Jamagući
Izumi Jamagući (jap. 山口いづみ) (3. listopada 1954.) je japanska glumica i pjevačica.
Hrvatskoj javnosti je postala poznata kad je izvela pjesmu Zdenka Runjića koju je izvorno pjevala Meri Cetinić, Četri stađuna. U Japanu je ta pjesma predstavljena na televiziji kao Izumi Jamagući pjeva bossa novu.